# Nichollssaura
Nichollssaura – rodzaj niewielkiego plezjozaura żyjącego w okresie wczesnej kredy. Szczątki gatunku typowego, Nichollssaura borealis, odnaleziono w datowanych na wczesny apt osadach w kanadyjskiej prowincji Alberta. Odkryto niemal kompletny szkielet nieobejmujący jedynie przedniej lewej płetwy oraz łopatki. Mierzył on około 2,6 m długości, jednak należał do nie w pełni dorosłego osobnika. Epitet rodzajowy honoruje paleontolog Elizabeth Nicholls. Nichollssaura wypełnia niemal czterdziestomilionową lukę w zapisie kopalnym północnoamerykańskich plezjozaurów.
Nichollssaura została początkowo opisana jako „Nichollsia”, jednak nazwa ta była zajęta przez rodzaj równonoga, dlatego też plezjozaur został przemianowany.